# Ориенти (Сан-Паулу)
Ориенти (порт. Oriente)  —  муниципалитет в Бразилии, входит в штат Сан-Паулу. Составная часть мезорегиона Марилия. Входит в экономико-статистический  микрорегион Марилия. Население составляет 5205 человек на 2006 год. Занимает площадь 217,819 км². Плотность населения — 23,9 чел./км².

## Статистика
- Валовой внутренний продукт на 2003 составляет 29.208.225,00 реалов (данные: Бразильский институт географии и статистики).
- Валовой внутренний продукт на душу населения на 2003 составляет 5.295,18 реалов (данные: Бразильский институт географии и статистики).
- Индекс развития человеческого потенциала на 2000 составляет 0,791 (данные: Программа развития ООН).